# Ahu Tahira
Ahu Tahira (Ahu Vinapu), jedan od najimpresivnijih ahua na Uskršnjem otoku koji se nalazi na lokalitetu Ahu Vinapu. Ahu je izgrađen od kamenih masivnih blokova u stilu Inka, i teza je Jean Hervé Daudea da ga je izgradio Inca Tupac Yupanqui tijekm svoje ekspedicije na Pacifik 1465. Vinapu (Vinapū na jeziku Rapa Nui) je obalno područje u jugozapadnom dijelu Rapa Nuija. Ima dvije ahu platforme – Ahu Vinapu i Ahu Tahira – obje s moai statuama i pukaoima (šeširolike strukture na nekim moaima) iz kasnog razdoblja. Ahu Tahira je od najveće važnosti za otok zbog svog inženjeringa kamenih zidova koji nema premca u preciznosti na Rapa Nuiju.
Na pravokutnom postolju se nalazilo šest sada srušenih figura.

## Opis
Ahu Tahira daleko je najsavršenije prilagođen ahu Rapa Nuija. Besprijekorni elementi Ahu Tahire izrađeni su s drugačijom inženjerskom filozofijom od gotovo svih ostalih ahua: kameni blokovi su konstruirani i polirani za savršeno pristajanje, za razliku od nasumičnog pokušaja uklapanja u prirodno oblikovane stijene. Stražnji zid je još uvijek u savršenom stanju, osim središnjeg dijela koji se ispriječio na putu destruktivnoj znatiželji američkog arheologa Williama Thompsona 1886. godine.

## Kontakt s Carstvom Inka
Visoka razina klesanja stijena koju pokazuje Ahu Tahira zapravo ne pripada Rapa Nuiju kao ni ostatku Polinezije. Zbog toga mnogi izvlače zaključke o kontaktu s drugom civilizacijom. Najvjerojatnija opcija bi bilo Carstvo Inka, koje je koegzistiralo s visokom kulturom Rapa Nui (16. stoljeće), a Inke su poznate kao majstori gradnje kamenih zidova.
Postoje legende o drugom valu doseljenika koji je stigao na Uskršnji otok. Potrebno je razlikovati dva naroda, prvi narod se zvao Hanau Momoko ili »Kratkouhi«, a drugi narod Hanau 'E'epe ili  Hanau Epe  ili »Dugouhi«. William Thompson je 1886. prikupio glasine govoreći da je Vinapu dom Hanau 'E'epea, što bi značilo da će Ahu Vinapu i Ahu Tahira izgraditi oni. Hanau 'E'epe bili su samo muškarci, pa kako bi se udavali za druga plemena, napuštali bi svoj izvorni teritorij Vinapu.

## Vanjske poveznice
- Explore Easter Island (engl.)